# Eleições autárquicas de 2017 no Porto
As eleições autárquicas de 2017 serviram para eleger os membros dos diferentes órgãos do poder local no Concelho do Porto.
Rui Moreira, o presidente eleito em 2013, recandidatou-se pelo seu movimento independente, contando também com o apoio do CDS e de outros pequenos partidos, e foi reeleito de forma confortável, ao obter 44,5% dos votos e, acima de tudo, conquistando a maioria absoluta na vereação da câmara municipal, ao eleger 7 vereadores.
O Partido Socialista, que inicialmente pretendia apoiar Rui Moreira mas após desentendimentos com o presidente da Câmara, voltou a apresentar Manuel Pizarro como o seu candidato. Os socialistas conseguiram um resultado positivo, subindo em relação a 2013 para os 28,6% dos votos e conquistando 4 vereadores.
O grande derrotado no Porto foi o Partido Social Democrata que, coligado com o Partido Popular Monárquico, apoiou Álvaro Almeida e ficou-se pelos 10,4% dos votos, menos de metade dos votos conseguidos pelo PSD em 2013, e elegendo, apenas, 1 vereador.
Por fim, a Coligação Democrática Unitária, apesar de perder votos, conseguiu manter o vereador que detinha, enquanto o Bloco de Esquerda voltou a falhar a conquista de um lugar na vereação da câmara.

## Listas e Candidatos
| Lista | Lista                                                        | Candidato           |
| ----- | ------------------------------------------------------------ | ------------------- |
|       | RM - Porto, O nosso Partido 2017 (Apoiado por CDS, MPT e NC) | Rui Moreira         |
|       | Partido Socialista                                           | Manuel Pizarro      |
|       | PSD-PPM                                                      | Álvaro Almeida      |
|       | Coligação Democrática Unitária                               | Ilda Figueiredo     |
|       | Bloco de Esquerda                                            | João Teixeira Lopes |
|       | Pessoas–Animais–Natureza                                     | Bebiana Cunha       |
|       | Partido Cidadania e Democracia Cristã                        | Orlando Cruz        |
|       | Partido Nacional Renovador                                   | Sandra Martins      |
|       | Partido Trabalhista Português                                | José Pereira        |

## Sondagens
| Data          | Fonte        | %     | V   | %     | V   | %       | V       | %       | V       | %    | V    | %      | V      | Vantagem |
| Data          | Fonte        | RM    | RM  | PS    | PS  | PSD-PPM | PSD-PPM | PCP-PEV | PCP-PEV | B.E. | B.E. | Outros | Outros | Vantagem |
| ------------- | ------------ | ----- | --- | ----- | --- | ------- | ------- | ------- | ------- | ---- | ---- | ------ | ------ | -------- |
| 01-10-2017    | Eleições     | 44,46 | 7   | 28,55 | 4   | 10,39   | 1       | 5,89    | 1       | 5,34 | 0    | 2,37   | -      | 15,91    |
| 24/26-09-2017 | [ 5 ]        | 40,8  | 6/7 | 30,8  | 4/5 | 11,0    | 1/2     | 6,9     | 1       | 5,4  | 0/1  | 5,1    | -      | 10,0     |
| 23/25-09-2017 | [ 6 ]        | 34,0  | 5/6 | 34,0  | 5/6 | 9,0     | 1/2     | 8,0     | 1       | 7,0  | 0/1  | 8,0    | -      | 0,0      |
| 16/19-09-2017 | [ 7 ]        | 39,9  | 6/7 | 20,8  | 3/4 | 11,8    | 2       | 8,9     | 1       | 5,3  | 0/1  | 13,3   | -      | 19,1     |
| 16/17-09-2017 | UCP-CESOP    | 34,0  | 4/6 | 33,0  | 4/6 | 13,0    | 1/2     | 8,0     | 1       | 6,0  | 0/1  | 6,0    | -      | 1,0      |
| 19/21-07-2017 | Eurosondagem | 46,9  | 7   | 22,5  | 3   | 12,1    | 2       | 8,2     | 1       | 5,5  | 0    | 4,8    | -      | 24,4     |
| 15/17-05-2017 | [ 8 ]        | 44,8  | 6/7 | 22,2  | 3   | 15,1    | 2       | 6,9     | 1       | 6,0  | 0/1  | 5,0    | -      | 22,6     |
| 29-09-2013    | Eleições     | 39,25 | 6   | 22,68 | 3   | 21,06   | 3       | 7,38    | 1       | 3,60 | 0    | 1,62   | -      | 16,57    |

## Resultados Oficiais
Os resultados para os diferentes órgãos do poder local no Concelho do Porto foram os seguintes:

## Mapa

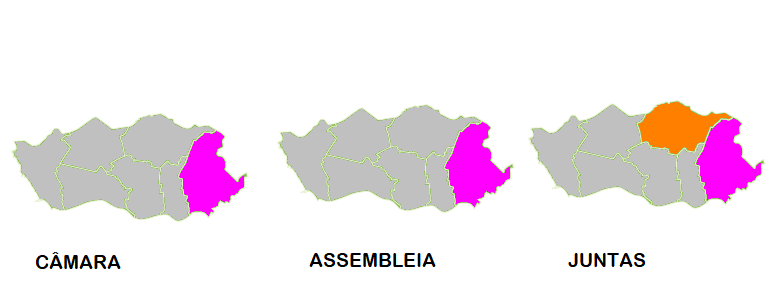
Partido mais votado por Freguesia

### Câmara Municipal
| Partido                 | Partido                                                 | Votos   | %               | +/-   | Vereadores | +/-     |
| ----------------------- | ------------------------------------------------------- | ------- | --------------- | ----- | ---------- | ------- |
|                         | Porto, o nosso Partido 2017 (Apoiado por CDS, MPT e NC) | 51 159  | 44,46 / 100,00  | 5,21  | 7 / 13     | 1       |
|                         | Partido Socialista                                      | 32 856  | 28,55 / 100,00  | 5,87  | 4 / 13     | 1       |
|                         | PSD-PPM                                                 | 11 952  | 10,39 / 100,00  | 10,67 | 1 / 13     | 2       |
|                         | Coligação Democrática Unitária                          | 6 781   | 5,89 / 100,00   | 1,49  | 1 / 13     | Estável |
|                         | Bloco de Esquerda                                       | 6 146   | 5,34 / 100,00   | 1,74  | 0 / 13     | Estável |
|                         | Pessoas–Animais–Natureza                                | 2 215   | 1,92 / 100,00   | -     | 0 / 13     | -       |
|                         | Partido Cidadania e Democracia Cristã                   | 186     | 0,16 / 100,00   | -     | 0 / 13     | -       |
|                         | Partido Nacional Renovador                              | 173     | 0,15 / 100,00   | -     | 0 / 13     | -       |
|                         | Partido Trabalhista Português                           | 166     | 0,14 / 100,00   | 0,10  | 0 / 13     | Estável |
| Votos Inválidos         | Votos Inválidos                                         | 3 439   | 2,99 / 100,00   | 1,42  |            |         |
| Total                   | Total                                                   | 115 073 | 100,00 / 100,00 |       | 13 / 13    |         |
| Eleitorado/Participação | Eleitorado/Participação                                 | 214 324 | 53,69 / 100,00  | 1,09  |            |         |

### Assembleia Municipal
| Partido                 | Partido                                                 | Votos   | %               | +/-  | Vereadores | +/- |
| ----------------------- | ------------------------------------------------------- | ------- | --------------- | ---- | ---------- | --- |
|                         | Porto, o nosso Partido 2017 (Apoiado por CDS, MPT e NC) | 44 614  | 38,78 / 100,00  | 4,09 | 16 / 39    | 1   |
|                         | Partido Socialista                                      | 31 238  | 27,16 / 100,00  | 3,46 | 11 / 39    | 1   |
|                         | PSD-PPM                                                 | 15 156  | 13,18 / 100,00  | 7,13 | 5 / 39     | 3   |
|                         | Coligação Democrática Unitária                          | 8 748   | 7,60 / 100,00   | 2,29 | 3 / 39     | 1   |
|                         | Bloco de Esquerda                                       | 8 281   | 7,20 / 100,00   | 2,22 | 3 / 39     | 1   |
|                         | Pessoas–Animais–Natureza                                | 3 195   | 2,78 / 100,00   | -    | 1 / 39     | -   |
| Votos Inválidos         | Votos Inválidos                                         | 3 800   | 3,30 / 100,00   | 1,75 |            |     |
| Total                   | Total                                                   | 115 032 | 100,00 / 100,00 |      | 39 / 39    |     |
| Eleitorado/Participação | Eleitorado/Participação                                 | 214 324 | 53,67 / 100,00  | 1,08 |            |     |

### Juntas de Freguesia
| Partido                 | Partido                        | Votos   | %               | +/-  | Presidentes | +/-     | Vereadores | +/- |
| ----------------------- | ------------------------------ | ------- | --------------- | ---- | ----------- | ------- | ---------- | --- |
|                         | Grupo de Cidadãos              | 41 086  | 35,73 / 100,00  | 4,16 | 5 / 7       | Estável | 53 / 135   | 4   |
|                         | Partido Socialista             | 32 284  | 28,08 / 100,00  | 2,13 | 1 / 7       | Estável | 42 / 135   | 3   |
|                         | PSD-PPM                        | 19 825  | 17,24 / 100,00  | 5,22 | 1 / 7       | Estável | 23 / 135   | 9   |
|                         | Coligação Democrática Unitária | 8 751   | 7,61 / 100,00   | 2,13 | 0 / 7       | Estável | 9 / 135    | 3   |
|                         | Bloco de Esquerda              | 8 283   | 7,20 / 100,00   | 2,47 | 0 / 7       | Estável | 8 / 135    | 3   |
| Votos Inválidos         | Votos Inválidos                | 4 748   | 4,13 / 100,00   | 1,35 |             |         |            |     |
| Total                   | Total                          | 114 977 | 100,00 / 100,00 |      | 7 / 7       |         | 135 / 135  | 2   |
| Eleitorado/Participação | Eleitorado/Participação        | 214 324 | 53,65 / 100,00  | 1,04 |             |         |            |     |

## Resultados por Freguesia

### Câmara Municipal
| Freguesia                                                       | %     | %     | %        | %    | %    | %    | %    | %    | %    | Votantes |
| Freguesia                                                       | RM    | PS    | PSD- PPM | CDU  | BE   | PAN  | PPV  | PNR  | PTP  | Votantes |
| --------------------------------------------------------------- | ----- | ----- | -------- | ---- | ---- | ---- | ---- | ---- | ---- | -------- |
| Aldoar, Foz do Douro e Nevogilde                                | 56,52 | 21,89 | 10,67    | 3,40 | 3,78 | 1,19 | 0,08 | 0,11 | 0,04 | 15 716   |
| Bonfim                                                          | 42,33 | 28,53 | 11,15    | 6,41 | 6,24 | 2,20 | 0,21 | 0,22 | 0,09 | 11 710   |
| Campanhã                                                        | 34,91 | 36,84 | 8,74     | 8,67 | 5,13 | 1,61 | 0,25 | 0,08 | 0,14 | 14 836   |
| Cedofeita, Santo Ildefonso, Sé, Miragaia, São Nicolau e Vitória | 41,34 | 28,95 | 10,15    | 6,47 | 7,55 | 2,25 | 0,14 | 0,14 | 0,11 | 18 038   |
| Lordelo do Ouro e Massarelos                                    | 49,77 | 26,09 | 8,63     | 6,00 | 5,01 | 1,59 | 0,18 | 0,17 | 0,07 | 14 064   |
| Paranhos                                                        | 41,07 | 28,37 | 13,50    | 5,83 | 5,06 | 2,03 | 0,15 | 0,14 | 0,24 | 22 768   |
| Ramalde                                                         | 46,45 | 29,31 | 8,67     | 4,85 | 4,69 | 2,45 | 0,14 | 0,21 | 0,25 | 17 941   |
| Porto                                                           | 44,46 | 28,55 | 10,39    | 5,89 | 5,34 | 1,92 | 0,16 | 0,15 | 0,14 | 115 073  |

#### Aldoar, Foz do Douro e Nevogilde
| Partido                 | Partido                                                 | Votos  | %               | +/-  |
| ----------------------- | ------------------------------------------------------- | ------ | --------------- | ---- |
|                         | Porto, o nosso Partido 2017 (Apoiado por CDS, MPT e NC) | 8 882  | 56,52 / 100,00  | 1,84 |
|                         | Partido Socialista                                      | 3 440  | 21,89 / 100,00  | 4,85 |
|                         | PSD-PPM                                                 | 1 677  | 10,67 / 100,00  | 5,92 |
|                         | Bloco de Esquerda                                       | 594    | 3,78 / 100,00   | 1,10 |
|                         | Coligação Democrática Unitária                          | 535    | 3,40 / 100,00   | 1,06 |
|                         | Pessoas–Animais–Natureza                                | 187    | 1,19 / 100,00   | -    |
|                         | Partido Nacional Renovador                              | 17     | 0,11 / 100,00   | -    |
|                         | Partido Cidadania e Democracia Cristã                   | 12     | 0,08 / 100,00   | -    |
|                         | Partido Trabalhista Português                           | 11     | 0,04 / 100,00   | 0,03 |
| Votos Inválidos         | Votos Inválidos                                         | 366    | 2,33 / 100,00   | 1,27 |
| Total                   | Total                                                   | 15 716 | 100,00 / 100,00 |      |
| Eleitorado/Participação | Eleitorado/Participação                                 | 25 952 | 60,56 / 100,00  | 0,89 |

#### Bonfim
| Partido                 | Partido                                                 | Votos  | %               | +/-   |
| ----------------------- | ------------------------------------------------------- | ------ | --------------- | ----- |
|                         | Porto, o nosso Partido 2017 (Apoiado por CDS, MPT e NC) | 4 957  | 42,33 / 100,00  | 7,38  |
|                         | Partido Socialista                                      | 3 341  | 28,53 / 100,00  | 8,48  |
|                         | PSD-PPM                                                 | 1 306  | 11,15 / 100,00  | 15,67 |
|                         | Coligação Democrática Unitária                          | 751    | 6,41 / 100,00   | 1,60  |
|                         | Bloco de Esquerda                                       | 731    | 6,24 / 100,00   | 2,13  |
|                         | Pessoas–Animais–Natureza                                | 258    | 2,20 / 100,00   | -     |
|                         | Partido Nacional Renovador                              | 26     | 0,22 / 100,00   | -     |
|                         | Partido Cidadania e Democracia Cristã                   | 25     | 0,21 / 100,00   | -     |
|                         | Partido Trabalhista Português                           | 10     | 0,09 / 100,00   | 0,10  |
| Votos Inválidos         | Votos Inválidos                                         | 305    | 2,60 / 100,00   | 1,96  |
| Total                   | Total                                                   | 11 710 | 100,00 / 100,00 |       |
| Eleitorado/Participação | Eleitorado/Participação                                 | 22 520 | 52,00 / 100,00  | 1,65  |

#### Campanhã
| Partido                 | Partido                                                 | Votos  | %               | +/-   |
| ----------------------- | ------------------------------------------------------- | ------ | --------------- | ----- |
|                         | Partido Socialista                                      | 5 465  | 36,84 / 100,00  | 3,82  |
|                         | Porto, o nosso Partido 2017 (Apoiado por CDS, MPT e NC) | 5 179  | 34,91 / 100,00  | 12,22 |
|                         | PSD-PPM                                                 | 1 296  | 8,74 / 100,00   | 13,99 |
|                         | Coligação Democrática Unitária                          | 1 286  | 8,67 / 100,00   | 1,98  |
|                         | Bloco de Esquerda                                       | 761    | 5,13 / 100,00   | 2,03  |
|                         | Pessoas–Animais–Natureza                                | 239    | 1,61 / 100,00   | -     |
|                         | Partido Cidadania e Democracia Cristã                   | 37     | 0,25 / 100,00   | -     |
|                         | Partido Trabalhista Português                           | 21     | 0,14 / 100,00   | 0,24  |
|                         | Partido Nacional Renovador                              | 12     | 0,08 / 100,00   | -     |
| Votos Inválidos         | Votos Inválidos                                         | 540    | 3,64 / 100,00   | 1,67  |
| Total                   | Total                                                   | 14 836 | 100,00 / 100,00 |       |
| Eleitorado/Participação | Eleitorado/Participação                                 | 28 716 | 51,66 / 100,00  | 0,07  |

#### Cedofeito, Santo Ildefonso, Sé, Miragaia, São Nicolau e Vitória
| Partido                 | Partido                                                 | Votos  | %               | +/-   |
| ----------------------- | ------------------------------------------------------- | ------ | --------------- | ----- |
|                         | Porto, o nosso Partido 2017 (Apoiado por CDS, MPT e NC) | 7 457  | 41,34 / 100,00  | 4,84  |
|                         | Partido Socialista                                      | 5 222  | 28,95 / 100,00  | 7,13  |
|                         | PSD-PPM                                                 | 1 830  | 10,15 / 100,00  | 12,64 |
|                         | Bloco de Esquerda                                       | 1 362  | 7,55 / 100,00   | 2,84  |
|                         | Coligação Democrática Unitária                          | 1 167  | 6,47 / 100,00   | 1,48  |
|                         | Pessoas–Animais–Natureza                                | 405    | 2,25 / 100,00   | -     |
|                         | Partido Cidadania e Democracia Cristã                   | 26     | 0,14 / 100,00   | -     |
|                         | Partido Nacional Renovador                              | 25     | 0,14 / 100,00   | -     |
|                         | Partido Trabalhista Português                           | 19     | 0,11 / 100,00   | 0,21  |
| Votos Inválidos         | Votos Inválidos                                         | 525    | 2,91 / 100,00   | 1,55  |
| Total                   | Total                                                   | 18 038 | 100,00 / 100,00 |       |
| Eleitorado/Participação | Eleitorado/Participação                                 | 37 511 | 48,09 / 100,00  | 1,26  |

#### Lordelo do Ouro e Massarelos
| Partido                 | Partido                                                 | Votos  | %               | +/-  |
| ----------------------- | ------------------------------------------------------- | ------ | --------------- | ---- |
|                         | Porto, o nosso Partido 2017 (Apoiado por CDS, MPT e NC) | 6 999  | 49,77 / 100,00  | 4,32 |
|                         | Partido Socialista                                      | 3 669  | 26,09 / 100,00  | 5,69 |
|                         | PSD-PPM                                                 | 1 214  | 8,63 / 100,00   | 9,62 |
|                         | Coligação Democrática Unitária                          | 844    | 6,00 / 100,00   | 1,35 |
|                         | Bloco de Esquerda                                       | 705    | 5,01 / 100,00   | 1,62 |
|                         | Pessoas–Animais–Natureza                                | 224    | 1,59 / 100,00   | -    |
|                         | Partido Cidadania e Democracia Cristã                   | 26     | 0,18 / 100,00   | -    |
|                         | Partido Nacional Renovador                              | 24     | 0,17 / 100,00   | -    |
|                         | Partido Trabalhista Português                           | 10     | 0,07 / 100,00   | 0,09 |
| Votos Inválidos         | Votos Inválidos                                         | 349    | 2,48 / 100,00   | 1,25 |
| Total                   | Total                                                   | 14 064 | 100,00 / 100,00 |      |
| Eleitorado/Participação | Eleitorado/Participação                                 | 24 642 | 57,07 / 100,00  | 0,54 |

#### Paranhos
| Partido                 | Partido                                                 | Votos  | %               | +/-  |
| ----------------------- | ------------------------------------------------------- | ------ | --------------- | ---- |
|                         | Porto, o nosso Partido 2017 (Apoiado por CDS, MPT e NC) | 9 351  | 41,07 / 100,00  | 4,27 |
|                         | Partido Socialista                                      | 6 460  | 28,37 / 100,00  | 5,69 |
|                         | PSD-PPM                                                 | 3 073  | 13,50 / 100,00  | 9,20 |
|                         | Coligação Democrática Unitária                          | 1 327  | 5,83 / 100,00   | 1,63 |
|                         | Bloco de Esquerda                                       | 1 151  | 5,06 / 100,00   | 1,39 |
|                         | Pessoas–Animais–Natureza                                | 462    | 2,03 / 100,00   | -    |
|                         | Partido Trabalhista Português                           | 55     | 0,24 / 100,00   | 0,05 |
|                         | Partido Cidadania e Democracia Cristã                   | 34     | 0,15 / 100,00   | -    |
|                         | Partido Nacional Renovador                              | 32     | 0,14 / 100,00   | -    |
| Votos Inválidos         | Votos Inválidos                                         | 823    | 3,62 / 100,00   | 1,36 |
| Total                   | Total                                                   | 22 768 | 100,00 / 100,00 |      |
| Eleitorado/Participação | Eleitorado/Participação                                 | 41 579 | 54,76 / 100,00  | 2,48 |

#### Ramalde
| Partido                 | Partido                                                 | Votos  | %               | +/-  |
| ----------------------- | ------------------------------------------------------- | ------ | --------------- | ---- |
|                         | Porto, o nosso Partido 2017 (Apoiado por CDS, MPT e NC) | 8 334  | 46,45 / 100,00  | 2,52 |
|                         | Partido Socialista                                      | 5 259  | 29,31 / 100,00  | 6,20 |
|                         | PSD-PPM                                                 | 1 556  | 8,67 / 100,00   | 9,42 |
|                         | Coligação Democrática Unitária                          | 871    | 4,85 / 100,00   | 1,23 |
|                         | Bloco de Esquerda                                       | 842    | 4,69 / 100,00   | 1,25 |
|                         | Pessoas–Animais–Natureza                                | 440    | 2,45 / 100,00   | -    |
|                         | Partido Trabalhista Português                           | 45     | 0,25 / 100,00   | 0,04 |
|                         | Partido Nacional Renovador                              | 37     | 0,21 / 100,00   | -    |
|                         | Partido Cidadania e Democracia Cristã                   | 26     | 0,14 / 100,00   | -    |
| Votos Inválidos         | Votos Inválidos                                         | 531    | 2,96 / 100,00   | 1,05 |
| Total                   | Total                                                   | 17 941 | 100,00 / 100,00 |      |
| Eleitorado/Participação | Eleitorado/Participação                                 | 33 404 | 53,71 / 100,00  | 1,20 |

### Assembleia Municipal
| Freguesia                                                       | %     | %     | %        | %     | %    | %    | Votantes |
| Freguesia                                                       | RM    | PS    | PSD- PPM | CDU   | BE   | PAN  | Votantes |
| --------------------------------------------------------------- | ----- | ----- | -------- | ----- | ---- | ---- | -------- |
| Aldoar, Foz do Douro e Nevogilde                                | 51,45 | 20,28 | 14,00    | 4,67  | 4,96 | 1,93 | 15 667   |
| Bonfim                                                          | 36,31 | 27,08 | 13,48    | 8,49  | 8,29 | 3,36 | 11 710   |
| Campanhã                                                        | 29,70 | 36,96 | 10,15    | 10,34 | 6,61 | 2,26 | 14 836   |
| Cedofeita, Santo Ildefonso, Sé, Miragaia, São Nicolau e Vitória | 35,43 | 27,39 | 12,48    | 8,36  | 9,66 | 3,38 | 18 045   |
| Lordelo do Ouro e Massarelos                                    | 44,37 | 24,66 | 10,93    | 8,04  | 6,66 | 2,51 | 14 065   |
| Paranhos                                                        | 34,02 | 26,95 | 17,33    | 7,52  | 7,27 | 3,08 | 22 768   |
| Ramalde                                                         | 41,89 | 27,08 | 11,95    | 6,33  | 6,78 | 2,78 | 17 941   |
| Porto                                                           | 38,78 | 27,16 | 13,18    | 7,60  | 7,20 | 2,78 | 115 032  |

#### Aldoar, Foz do Douro e Nevogilde
| Partido                 | Partido                                                 | Votos  | %               | +/-  |
| ----------------------- | ------------------------------------------------------- | ------ | --------------- | ---- |
|                         | Porto, o nosso Partido 2017 (Apoiado por CDS, MPT e NC) | 8 061  | 51,45 / 100,00  | 1,41 |
|                         | Partido Socialista                                      | 3 178  | 20,28 / 100,00  | 1,69 |
|                         | PSD-PPM                                                 | 2 193  | 14,00 / 100,00  | 2,60 |
|                         | Bloco de Esquerda                                       | 777    | 4,96 / 100,00   | 1,32 |
|                         | Coligação Democrática Unitária                          | 732    | 4,67 / 100,00   | 1,42 |
|                         | Pessoas–Animais–Natureza                                | 302    | 1,93 / 100,00   | -    |
| Votos Inválidos         | Votos Inválidos                                         | 424    | 2,70 / 100,00   | 1,36 |
| Total                   | Total                                                   | 15 667 | 100,00 / 100,00 |      |
| Eleitorado/Participação | Eleitorado/Participação                                 | 25 952 | 60,37 / 100,00  | 1,08 |

#### Bonfim
| Partido                 | Partido                                                 | Votos  | %               | +/-   |
| ----------------------- | ------------------------------------------------------- | ------ | --------------- | ----- |
|                         | Porto, o nosso Partido 2017 (Apoiado por CDS, MPT e NC) | 4 252  | 36,31 / 100,00  | 5,89  |
|                         | Partido Socialista                                      | 3 171  | 27,08 / 100,00  | 6,05  |
|                         | PSD-PPM                                                 | 1 578  | 13,48 / 100,00  | 12,46 |
|                         | Coligação Democrática Unitária                          | 994    | 8,49 / 100,00   | 2,03  |
|                         | Bloco de Esquerda                                       | 971    | 8,29 / 100,00   | 2,64  |
|                         | Pessoas–Animais–Natureza                                | 394    | 3,36 / 100,00   | -     |
| Votos Inválidos         | Votos Inválidos                                         | 350    | 2,99 / 100,00   | 2,26  |
| Total                   | Total                                                   | 11 710 | 100,00 / 100,00 |       |
| Eleitorado/Participação | Eleitorado/Participação                                 | 22 520 | 52,00 / 100,00  | 1,65  |

#### Campanhã
| Partido                 | Partido                                                 | Votos  | %               | +/-   |
| ----------------------- | ------------------------------------------------------- | ------ | --------------- | ----- |
|                         | Partido Socialista                                      | 5 483  | 36,96 / 100,00  | 2,07  |
|                         | Porto, o nosso Partido 2017 (Apoiado por CDS, MPT e NC) | 4 406  | 29,70 / 100,00  | 10,25 |
|                         | Coligação Democrática Unitária                          | 1 534  | 10,34 / 100,00  | 2,47  |
|                         | PSD-PPM                                                 | 1 506  | 10,15 / 100,00  | 10,40 |
|                         | Bloco de Esquerda                                       | 981    | 6,61 / 100,00   | 2,26  |
|                         | Pessoas–Animais–Natureza                                | 335    | 2,26 / 100,00   | -     |
| Votos Inválidos         | Votos Inválidos                                         | 591    | 3,98 / 100,00   | 2,10  |
| Total                   | Total                                                   | 14 836 | 100,00 / 100,00 |       |
| Eleitorado/Participação | Eleitorado/Participação                                 | 28 716 | 51,66 / 100,00  | 0,07  |

#### Cedofeito, Santo Ildefonso, Sé, Miragaia, São Nicolau e Vitória
| Partido                 | Partido                                                 | Votos  | %               | +/-  |
| ----------------------- | ------------------------------------------------------- | ------ | --------------- | ---- |
|                         | Porto, o nosso Partido 2017 (Apoiado por CDS, MPT e NC) | 6 393  | 35,43 / 100,00  | 3,53 |
|                         | Partido Socialista                                      | 4 943  | 27,39 / 100,00  | 4,55 |
|                         | PSD-PPM                                                 | 2 252  | 12,48 / 100,00  | 8,76 |
|                         | Bloco de Esquerda                                       | 1 744  | 9,66 / 100,00   | 3,29 |
|                         | Coligação Democrática Unitária                          | 1 509  | 8,36 / 100,00   | 2,74 |
|                         | Pessoas–Animais–Natureza                                | 610    | 3,38 / 100,00   | -    |
| Votos Inválidos         | Votos Inválidos                                         | 594    | 3,29 / 100,00   | 1,71 |
| Total                   | Total                                                   | 18 045 | 100,00 / 100,00 |      |
| Eleitorado/Participação | Eleitorado/Participação                                 | 37 511 | 48,11 / 100,00  | 1,27 |

#### Lordelo do Ouro e Massarelos
| Partido                 | Partido                                                 | Votos  | %               | +/-  |
| ----------------------- | ------------------------------------------------------- | ------ | --------------- | ---- |
|                         | Porto, o nosso Partido 2017 (Apoiado por CDS, MPT e NC) | 6 241  | 44,37 / 100,00  | 3,59 |
|                         | Partido Socialista                                      | 3 468  | 24,66 / 100,00  | 3,64 |
|                         | PSD-PPM                                                 | 1 537  | 10,93 / 100,00  | 6,72 |
|                         | Coligação Democrática Unitária                          | 1 131  | 8,04 / 100,00   | 2,27 |
|                         | Bloco de Esquerda                                       | 937    | 6,66 / 100,00   | 2,01 |
|                         | Pessoas–Animais–Natureza                                | 353    | 2,51 / 100,00   | -    |
| Votos Inválidos         | Votos Inválidos                                         | 398    | 2,83 / 100,00   | 1,48 |
| Total                   | Total                                                   | 14 065 | 100,00 / 100,00 |      |
| Eleitorado/Participação | Eleitorado/Participação                                 | 24 642 | 57,08 / 100,00  | 0,66 |

#### Paranhos
| Partido                 | Partido                                                 | Votos  | %               | +/-  |
| ----------------------- | ------------------------------------------------------- | ------ | --------------- | ---- |
|                         | Porto, o nosso Partido 2017 (Apoiado por CDS, MPT e NC) | 7 746  | 34,02 / 100,00  | 2,65 |
|                         | Partido Socialista                                      | 6 137  | 26,95 / 100,00  | 3,54 |
|                         | PSD-PPM                                                 | 3 946  | 17,53 / 100,00  | 5,11 |
|                         | Coligação Democrática Unitária                          | 1 712  | 7,52 / 100,00   | 2,65 |
|                         | Bloco de Esquerda                                       | 1 655  | 7,27 / 100,00   | 2,09 |
|                         | Pessoas–Animais–Natureza                                | 702    | 3,08 / 100,00   | -    |
| Votos Inválidos         | Votos Inválidos                                         | 870    | 3,82 / 100,00   | 1,88 |
| Total                   | Total                                                   | 22 768 | 100,00 / 100,00 |      |
| Eleitorado/Participação | Eleitorado/Participação                                 | 41 579 | 54,76 / 100,00  | 2,49 |

#### Ramalde
| Partido                 | Partido                                                 | Votos  | %               | +/-  |
| ----------------------- | ------------------------------------------------------- | ------ | --------------- | ---- |
|                         | Porto, o nosso Partido 2017 (Apoiado por CDS, MPT e NC) | 7 515  | 41,89 / 100,00  | 2,38 |
|                         | Partido Socialista                                      | 4 858  | 27,08 / 100,00  | 3,51 |
|                         | PSD-PPM                                                 | 2 144  | 11,95 / 100,00  | 5,96 |
|                         | Bloco de Esquerda                                       | 1 216  | 6,78 / 100,00   | 1,95 |
|                         | Coligação Democrática Unitária                          | 1 136  | 6,33 / 100,00   | 1,94 |
|                         | Pessoas–Animais–Natureza                                | 499    | 2,78 / 100,00   | -    |
| Votos Inválidos         | Votos Inválidos                                         | 573    | 3,20 / 100,00   | 1,55 |
| Total                   | Total                                                   | 17 941 | 100,00 / 100,00 |      |
| Eleitorado/Participação | Eleitorado/Participação                                 | 33 404 | 53,71 / 100,00  | 1,20 |

### Juntas de Freguesia

#### Aldoar, Foz do Douro e Nevogilde
| Partido                 | Partido                        | Votos  | %               | +/-  | Mandatos | +/-     |
| ----------------------- | ------------------------------ | ------ | --------------- | ---- | -------- | ------- |
|                         | Porto, o nosso Partido 2017    | 7 833  | 50,17 / 100,00  | 4,39 | 10 / 19  | Estável |
|                         | Partido Socialista             | 3 339  | 21,39 / 100,00  | 2,15 | 4 / 19   | 1       |
|                         | PSD-PPM                        | 2 418  | 15,49 / 100,00  | 2,27 | 3 / 19   | Estável |
|                         | Bloco de Esquerda              | 776    | 4,97 / 100,00   | 1,81 | 1 / 19   | 1       |
|                         | Coligação Democrática Unitária | 770    | 4,93 / 100,00   | 0,57 | 1 / 19   | Estável |
| Votos Inválidos         | Votos Inválidos                | 476    | 3,05 / 100,00   | 1,21 |          |         |
| Total                   | Total                          | 15 612 | 100,00 / 100,00 |      | 19 / 19  |         |
| Eleitorado/Participação | Eleitorado/Participação        | 25 952 | 60,16 / 100,00  | 1,29 |          |         |

#### Bonfim
| Partido                 | Partido                        | Votos  | %               | +/-   | Mandatos | +/-     |
| ----------------------- | ------------------------------ | ------ | --------------- | ----- | -------- | ------- |
|                         | Porto, o nosso Partido 2017    | 4 180  | 35,70 / 100,00  | 7,20  | 8 / 19   | 2       |
|                         | Partido Socialista             | 3 365  | 28,74 / 100,00  | 6,00  | 6 / 19   | 1       |
|                         | PSD-PPM                        | 1 809  | 15,45 / 100,00  | 11,44 | 3 / 19   | 2       |
|                         | Coligação Democrática Unitária | 984    | 8,40 / 100,00   | 2,28  | 1 / 19   | 1       |
|                         | Bloco de Esquerda              | 941    | 8,04 / 100,00   | 2,59  | 1 / 19   | Estável |
| Votos Inválidos         | Votos Inválidos                | 431    | 3,68 / 100,00   | 2,07  |          |         |
| Total                   | Total                          | 11 710 | 100,00 / 100,00 |       | 19 / 19  |         |
| Eleitorado/Participação | Eleitorado/Participação        | 22 520 | 52,00 / 100,00  | 1,66  |          |         |

#### Campanhã
| Partido                 | Partido                        | Votos  | %               | +/-  | Mandatos | +/-     |
| ----------------------- | ------------------------------ | ------ | --------------- | ---- | -------- | ------- |
|                         | Partido Socialista             | 5 967  | 40,22 / 100,00  | 1,16 | 9 / 19   | Estável |
|                         | Porto, o nosso Partido 2017    | 3 964  | 26,72 / 100,00  | 8,82 | 5 / 19   | 1       |
|                         | PSD-PPM                        | 1 709  | 11,52 / 100,00  | 8,47 | 2 / 19   | 2       |
|                         | Coligação Democrática Unitária | 1 523  | 10,27 / 100,00  | 2,37 | 2 / 19   | Estável |
|                         | Bloco de Esquerda              | 956    | 6,44 / 100,00   | 2,37 | 1 / 19   | 1       |
| Votos Inválidos         | Votos Inválidos                | 717    | 4,83 / 100,00   | 1,54 |          |         |
| Total                   | Total                          | 14 836 | 100,00 / 100,00 |      | 19 / 19  |         |
| Eleitorado/Participação | Eleitorado/Participação        | 28 716 | 51,66 / 100,00  | 0,07 |          |         |

#### Cedofeita, Santo Ildefonso, Sé, Miragaia, São Nicolau e Vitória
| Partido                 | Partido                        | Votos  | %               | +/-  | Mandatos | +/-     |
| ----------------------- | ------------------------------ | ------ | --------------- | ---- | -------- | ------- |
|                         | Porto, o nosso Partido 2017    | 6 097  | 33,79 / 100,00  | 3,52 | 7 / 19   | Estável |
|                         | Partido Socialista             | 5 165  | 28,63 / 100,00  | 4,61 | 6 / 19   | Estável |
|                         | PSD-PPM                        | 2 525  | 14,00 / 100,00  | 7,56 | 3 / 19   | 2       |
|                         | Bloco de Esquerda              | 1 940  | 10,75 / 100,00  | 4,42 | 2 / 19   | 1       |
|                         | Coligação Democrática Unitária | 1 516  | 8,40 / 100,00   | 3,16 | 1 / 19   | 1       |
| Votos Inválidos         | Votos Inválidos                | 799    | 4,43 / 100,00   | 1,37 |          |         |
| Total                   | Total                          | 18 042 | 100,00 / 100,00 |      | 19 / 19  | 2       |
| Eleitorado/Participação | Eleitorado/Participação        | 37 511 | 48,10 / 100,00  | 1,24 |          |         |

#### Lordelo do Ouro e Massarelos
| Partido                 | Partido                        | Votos  | %               | +/-  | Mandatos | +/-     |
| ----------------------- | ------------------------------ | ------ | --------------- | ---- | -------- | ------- |
|                         | Porto, o nosso Partido 2017    | 6 014  | 42,76 / 100,00  | 4,63 | 9 / 19   | 1       |
|                         | Partido Socialista             | 3 552  | 25,25 / 100,00  | 3,34 | 5 / 19   | 1       |
|                         | PSD-PPM                        | 1 777  | 12,63 / 100,00  | 7,60 | 2 / 19   | 2       |
|                         | Coligação Democrática Unitária | 1 258  | 8,94 / 100,00   | 1,74 | 2 / 19   | Estável |
|                         | Bloco de Esquerda              | 940    | 6,68 / 100,00   | 2,17 | 1 / 19   | Estável |
| Votos Inválidos         | Votos Inválidos                | 524    | 3,73 / 100,00   | 0,82 |          |         |
| Total                   | Total                          | 14 065 | 100,00 / 100,00 |      | 19 / 19  |         |
| Eleitorado/Participação | Eleitorado/Participação        | 24 642 | 57,08 / 100,00  | 0,54 |          |         |

#### Paranhos
| Partido                 | Partido                        | Votos  | %               | +/-  | Mandatos | +/-     |
| ----------------------- | ------------------------------ | ------ | --------------- | ---- | -------- | ------- |
|                         | PSD-PPM                        | 6 975  | 30,63 / 100,00  | 1,22 | 7 / 19   | Estável |
|                         | Porto, o nosso Partido 2017    | 6 007  | 26,38 / 100,00  | 0,16 | 6 / 19   | Estável |
|                         | Partido Socialista             | 5 660  | 24,86 / 100,00  | 0,61 | 6 / 19   | 1       |
|                         | Coligação Democrática Unitária | 1 570  | 6,89 / 100,00   | 2,58 | 1 / 19   | 1       |
|                         | Bloco de Esquerda              | 1 489  | 6,54 / 100,00   | 1,86 | 1 / 19   | Estável |
| Votos Inválidos         | Votos Inválidos                | 1 071  | 4,70 / 100,00   | 1,26 |          |         |
| Total                   | Total                          | 22 772 | 100,00 / 100,00 |      | 21 / 21  |         |
| Eleitorado/Participação | Eleitorado/Participação        | 41 579 | 54,77 / 100,00  | 2,50 |          |         |

#### Ramalde
| Partido                 | Partido                        | Votos  | %               | +/-  | Mandatos | +/-     |
| ----------------------- | ------------------------------ | ------ | --------------- | ---- | -------- | ------- |
|                         | Porto, o nosso Partido 2017    | 6 991  | 38,97 / 100,00  | 3,25 | 8 / 19   | Estável |
|                         | Partido Socialista             | 5 236  | 29,19 / 100,00  | 3,18 | 6 / 19   | 1       |
|                         | PSD-PPM                        | 2 612  | 14,56 / 100,00  | 5,56 | 3 / 19   | 1       |
|                         | Bloco de Esquerda              | 1 241  | 6,92 / 100,00   | 2,15 | 1 / 19   | Estável |
|                         | Coligação Democrática Unitária | 1 130  | 6,30 / 100,00   | 1,64 | 1 / 19   | Estável |
| Votos Inválidos         | Votos Inválidos                | 730    | 4,07 / 100,00   | 1,37 |          |         |
| Total                   | Total                          | 17 940 | 100,00 / 100,00 |      | 19 / 19  |         |
| Eleitorado/Participação | Eleitorado/Participação        | 33 404 | 53,71 / 100,00  | 1,20 |          |         |

#### Juntas antes e depois das Eleições
| Freguesia                                                       | 2013-2017 | 2013-2017          | 2013-2017      | 2017-2021 | 2017-2021          | 2017-2021      |
| --------------------------------------------------------------- | --------- | ------------------ | -------------- | --------- | ------------------ | -------------- |
| Aldoar, Foz do Douro e Nevogilde                                |           | Grupo de Cidadãos  | 45,78 / 100,00 |           | Grupo de Cidadãos  | 50,17 / 100,00 |
| Bonfim                                                          |           | Grupo de Cidadãos  | 28,50 / 100,00 |           | Grupo de Cidadãos  | 35,70 / 100,00 |
| Campanhã                                                        |           | Partido Socialista | 39,06 / 100,00 |           | Partido Socialista | 40,22 / 100,00 |
| Cedofeita, Santo Ildefonso, Sé, Miragaia, São Nicolau e Vitória |           | Grupo de Cidadãos  | 30,27 / 100,00 |           | Grupo de Cidadãos  | 33,79 / 100,00 |
| Lordelo do Ouro e Massarelos                                    |           | Grupo de Cidadãos  | 38,13 / 100,00 |           | Grupo de Cidadãos  | 42,76 / 100,00 |
| Paranhos                                                        |           | PSD-PPM-MPT        | 29,41 / 100,00 |           | PSD-PPM            | 30,63 / 100,00 |
| Ramalde                                                         |           | Grupo de Cidadãos  | 35,72 / 100,00 |           | Grupo de Cidadãos  | 38,97 / 100,00 |